# Nederlanders in het Noorse voetbal
Nederlanders in het Noorse voetbal geeft een overzicht van Nederlanders die een contract hebben (gehad) bij Noorse voetbalclubs uit de Tippeligaen, de Adeccoligaen of de Noorse Tweede Divisie.

## Voetballers
| Naam                  | Club              | Van  | Tot  | Opmerkingen              |
| --------------------- | ----------------- | ---- | ---- | ------------------------ |
| Edwin van Ankeren     | Odd Grenland BK   | 2001 | 2003 |                          |
| Edwin van Ankeren     | Tollnes BK        | 2003 | 2005 |                          |
| Dennis Iliohan        | Stabæk IF         | 2001 | 2001 |                          |
| Boudewijn de Geer     | Molde FK          | 1975 | 1977 |                          |
| Boudewijn de Geer     | Lillestrøm SK     | 1977 | 1979 |                          |
| Chaly Jones           | Tollnes BK        | 2004 | 2004 |                          |
| Wim Balm              | Frigg Oslo FK     | ?    | ?    |                          |
| Wim Balm              | SK Vard Haugesund | ?    | ?    |                          |
| Beau Molenaar         | FK Haugesund      | 2008 | 2010 |                          |
| Beau Molenaar         | Notodden FK       | 2008 | 2008 |                          |
| Beau Molenaar         | Skeid Fotball     | 2009 | 2009 | gehuurd van FK Haugesund |
| Beau Molenaar         | Åkra IL           | 2011 | 2012 |                          |
| Richard van Schijndel | Hasunds Hund FK   | 2013 | 2017 |                          |
| Richard van Schijndel | Askøy FK          | 2005 | ?    |                          |
| Richard van Schijndel | Løv-Ham Fotball   | 2004 | 2005 |                          |
| Richard van Schijndel | Hønefoss BK       | 2003 | 2004 |                          |
| Richard van Schijndel | Lørenskog BK      | 2002 | 2002 |                          |

## Hoofdtrainers
| Naam              | Club           | Van  | Tot  | Opmerkingen |
| ----------------- | -------------- | ---- | ---- | ----------- |
| René van Eck      | FK Bodø/Glimt  | 1977 | 1977 |             |
| Huib Ruijgrok     | Fredrikstad FK | 1980 | 1980 |             |
| Edwin van Ankeren | Tollnes BK     | 2003 | 2005 |             |

Voetbalbonden ·
Albanië ·
Angola ·
Armenië ·
Australië ·
Azerbeidzjan ·
Bahrein ·
België ·
Bhutan ·
Bulgarije ·
Canada ·
China ·
Congo-Kinshasa · 
Cyprus ·
Denemarken ·
Duitsland ·
Egypte ·
Engeland ·
Estland ·
Ethiopië ·
Faeröer ·
Filipijnen ·
Finland ·
Frankrijk ·
Georgië ·
Ghana ·
Griekenland ·
Hongarije ·
Hongkong ·
Ierland ·
IJsland ·
Indonesië ·
Iran ·
Israël ·
Italië ·
Japan ·
Kazachstan ·
Koeweit ·
Litouwen ·
 Luxemburg ·
Maleisië ·
Malta ·
Marokko ·
Mexico ·
Namibië ·
Nieuw-Zeeland ·
Noorwegen ·
Oekraïne ·
Oezbekistan ·
Oostenrijk ·
Polen ·
Portugal ·
Qatar ·
Roemenië ·
Rusland ·
Rwanda ·
Saoedi-Arabië ·
Schotland ·
Singapore ·
Slovenië ·
Slowakije ·
Spanje ·
Tanzania ·
Turkije ·
Tuvalu ·
VAE ·
Venezuela ·
Verenigde Staten ·
Vietnam ·
Zimbabwe ·
Zuid-Afrika ·
Zuid-Korea ·
Zweden ·
Zwitserland